# 应旗
应旗（1955年12月—），男，北京人，中国导演，一级导演，曾任广东亚视演艺职业学院副院长、教授。代表作有电影《刺杀汪精卫》。